# Mathieu Bouthier
Mathieu Bouthier (* 16. Juni 1977 in Clamart, Frankreich) ist ein DJ und Musikproduzent. Er ist leitender Künstler beim französischen Label Serial Records. Bouthier produziert, wie seine beiden Brüder Tom Bouthier und Jerry Bouthier, vornehmlich House-Musik.

## Karriere
Seine berufliche Laufbahn begann 1999 in Rennes. Wirklich bekannt wurde er durch seine Zusammenarbeit mit Muttonheads beim Titel „Make your own kind of music“ im Dezember 2006. Bouthier war bei diversen französischen Radiosendern wie Radio FG (Underground FG), Fun Radio (Party Fun), Radio Vitamine und RTS FM auf Sendung.
Seit 2008 erscheinen unter dem Titel „FRENCHY ACT“ mehr oder weniger regelmäßig Podcasts von Mathieu Bouthier. Die Spieldauer beträgt meist annäherungsweise eine volle oder zwei Stunden (in Ausnahmefällen auch mehr als zwei Stunden). Die Sendungen laufen unter dem Motto „Toutes les semaines, 1h de mix par Mathieu Bouthier“ – zu Deutsch (frei übersetzt): „Jede Woche 1 Stunde Mix mit Mathieu Bouthier“. Die Podcasts sind unter anderem im iTunes Store kostenlos zu hören und herunterzuladen.

## Diskografie

### Singles / Maxis
- Insiders feat. Andrea – Shake it (Mai 2004)
- Insiders – Done (2005)
- Serial Crew – Need UContient un sample de Now I Need You de Donna Summer. N°1 du buzz chart en Angleterre et n°1 de la playlist FG à sa sortie. (Oktober 2005)
- Mathieu Bouthier & Muttonheads – Make your own kind of musicContient un sample de Make your own kind of music de « Mama » Cass, ex-chanteuse de The Mamas & the Papas. (Dezember 2006)
- Mathieu Bouthier & Muttonheads feat. Chaff – Remember (Oktober 2007)
- Mathieu Bouthier & Muttonheads feat. Sir Charles – Need U 2008Le titre est également remixé par Dim Chris, Nari & Milani et Jay Style & Jeremy Hills. (November 2008)
- Mathieu Bouthier feat. Chaff – In my head (April 2009)
- Mathieu Bouthier –  Together In Electric Dreams  (Februar 2010)
- Mathieu Bouthier "New York City" (Juni 2010)

### Remixes
- Electrico – Love in new wave (Mathieu Bouthier & Muttonheads Remix) (Mai 2007)
- Ran Shani – Kyoto Night (Mathieu Bouthier & Muttonheads Remix) (2007)
- Whigfield – Think of you (Pineapple Mixes – Mathieu Bouthier et Muttonheads Remix) (2008)
- Lorie – Play (Mathieu Bouthier Remix) (Februar 2008)
- Moby – Disco Lies (Mathieu Bouthier & Muttonheads Remix) (März 2008)
- Swindlers – Stop In My Mind (Mai 2008)
- Arno Cost – Souvenir (Juli 2008)
- Laurent Wolf – Seventies (November 2008)

### Bootlegs
- Fragma – Toca Me 2008 (März 2008)

### Kompilationen

#### Tätigkeit als DJ
- 2003: French Do It.. Better
- 2004: French Do It.. Better 2
- 2007: Techno.Com 2007 Vol.2
- 2008: Mix Club
- 2008: French Do It.. Better 3
- 2009: French Do It.. Better 4

#### Tätigkeit als "Künstler"
- 2007: Dancefloor FG. Summer 2007
- 2007: Techno.Com 2007 Vol.2
- 2007: Hits 2 en 1 2007
- 2007: Dancefloor connection 2007
- 2007: Generation Hit 2007
- 2008: Starfloor volume 7
- 2008: 100 tubes dancefloor volume 2
- 2008: 100 tubes Starfloor
- 2008: Fun dancefloor anthology 07/08
- 2008: Fun DJ sélection
- 2008: Starfloor volume 6
- 2008: DJ's volume 2
- 2008: Le mix de Cauet
- 2008: Soul and Dance
- 2008: Dancefloor remix
- 2008: Superstar dj's
- 2008: Electro house summer 2008
- 2008: Dance winter 2008
- 2009: French Do It.. Better 3